# Banksia squarrosa
Banksia squarrosa är en tvåhjärtbladig växtart. Banksia squarrosa ingår i släktet Banksia och familjen Proteaceae.

## Underarter
Arten delas in i följande underarter:
- B. s. argillacea
- B. s. squarrosa